# Château des Roches (Bièvres)
Pour les articles homonymes, voir Château des Roches.
Le château des Roches est un château français situé dans la commune de Bièvres, dans l'ancienne province de Hurepoix, aujourd'hui le département de l'Essonne et la région Île-de-France, à quinze kilomètres au sud-ouest de Paris.

## Situation
| \| Localisation du château des Roches dans l'Essonne. · Château des Roches \| Localisation du château des Roches dans l'Essonne. |
| Localisation du château des Roches dans l'Essonne. · Château des Roches                                                          |

Le château des Roches est situé dans le hameau de Vauboyen dépendant de la commune de Bièvres, au numéro 45 bis de la rue de Vauboyen, à l'extrême nord-ouest du département de l'Essonne, à quelques centaines de mètres de la frontière avec les Yvelines à Jouy-en-Josas. Il est desservi par la gare de Vauboyen sur la ligne V du Transilien (ancienne branche de la Ligne C du RER).

## Histoire
Le château des Roches a été construit aux XVIIIe et XIXe siècles. Les ailes nord et est ont été édifiées vers 1740, en même temps que les communs. L'aile ouest a été adjointe au début du XIXe siècle.
En 1804, le journaliste Louis-François Bertin, fondateur et directeur du Journal des débats acquiert la propriété et organise de 1815 à son décès, en 1841, un salon littéraire où il convie des artistes dont Victor Hugo et sa maîtresse Juliette Drouet, Charles Gounod, Hector Berlioz, Jean-Auguste-Dominique Ingres, Franz Liszt et François-René de Chateaubriand qui réside non loin, à la Vallée-aux-Loups.
En 1966, le site fut inscrit au titre des sites et le château référencé à l'inventaire général du patrimoine architectural français en 1987.
En 1989, la propriété a été acquise pour quarante-neuf millions de francs[réf. nécessaire] par l'organisation bouddhiste controversée Sōka gakkai, qui la renomma en « Maison littéraire de Victor Hugo » pour l'ouvrir au public. L'Association culturelle Soka de France (ACSF) en est propriétaire. Elle y organise des expositions liées à l'œuvre de Victor Hugo qui sont ouvertes au grand public. L'ACSF est également propriétaire du château du Pré.
Cependant, l'endroit est considéré avec suspicion par les hugoliens, indiquait un article de Libération en 2013. "lI est la propriété de Daisaku Ikeda, président de la Soka Gakkai, organisation bouddhiste considérée par certains comme une secte (notamment par la Mission interministérielle de lutte contre les sectes). Le directeur de la maison de Bièvres a refusé de s’associer aux autres maisons dans le cadre d’une «Route européenne Victor Hugo», et n’a pas souhaité retourner nos appels ».

## Architecture
Le château se compose d'un corps principal en meulière et calcaire enduit, à trois étages élevés sur un sous-sol en forme de U. L'aile nord est percée au sud par deux baies vitrées et une fenêtre ouvrant sur une terrasse, surmontée par un étage mansardé sous un toit d'ardoise et de zinc, l'aile ouest, plus étroite présente trois niveaux, le dernier mansardé et surmonté à l'extrémité sud par une tour carrée rehaussée d'une girouette, au niveau du second niveau, une terrasse entourée d'un balustre est installée au-dessus de l'avancée du rez-de-chaussée. L'aile ouest, la dernière ajoutée est percée de six fenêtres sur trois niveaux à l'ouest et à l'est et une fenêtre à l'extrémité sud, la façade est surmontée d'un fronton triangulaire brisé. Le hall d'entrée est éclairé par une verrière et surmonté d'une mezzanine accessible par le double escalier, plusieurs salons et une bibliothèque restaurés dans le style romantique.
Le parc du château est décoré de dentelles à proximité de l'entrée, de fabriques de jardin et de deux lacs artificiels obtenus par dérivation de la rivière la Bièvre qui coule au sud du parc. Il a fait l'étude d'un recensement au titre des jardins remarquables.

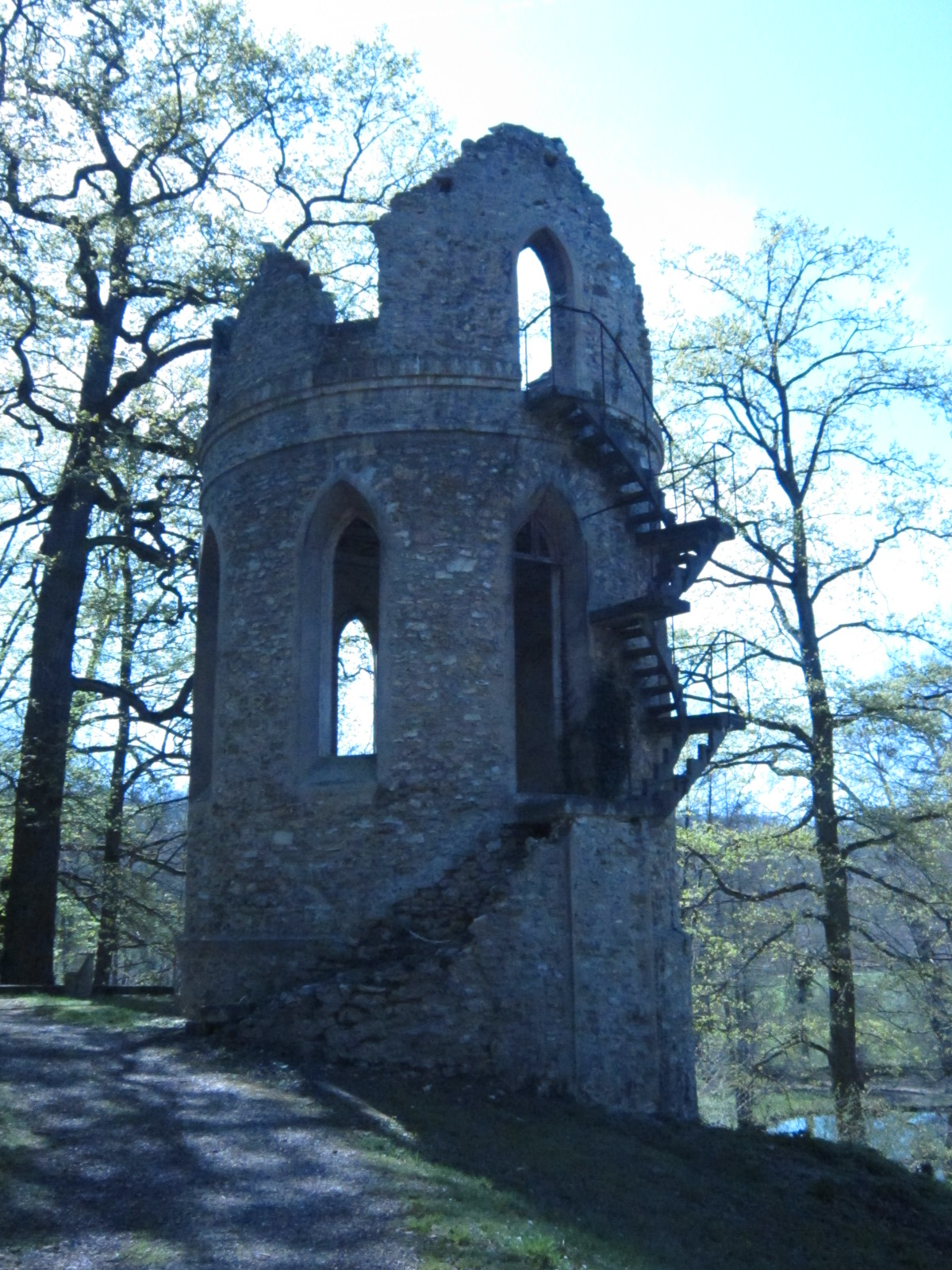
Une tour dans le parc.
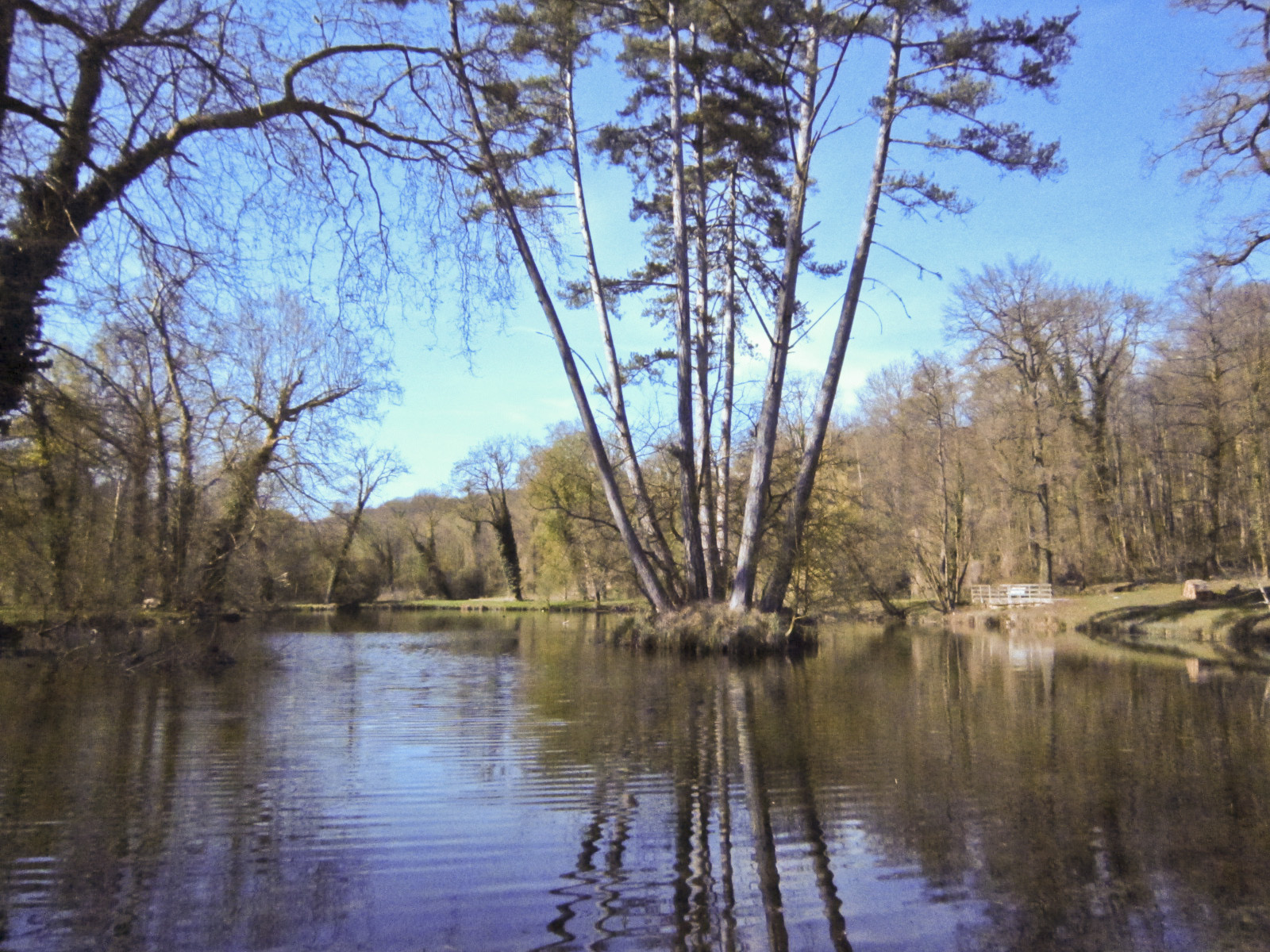
Le parc.
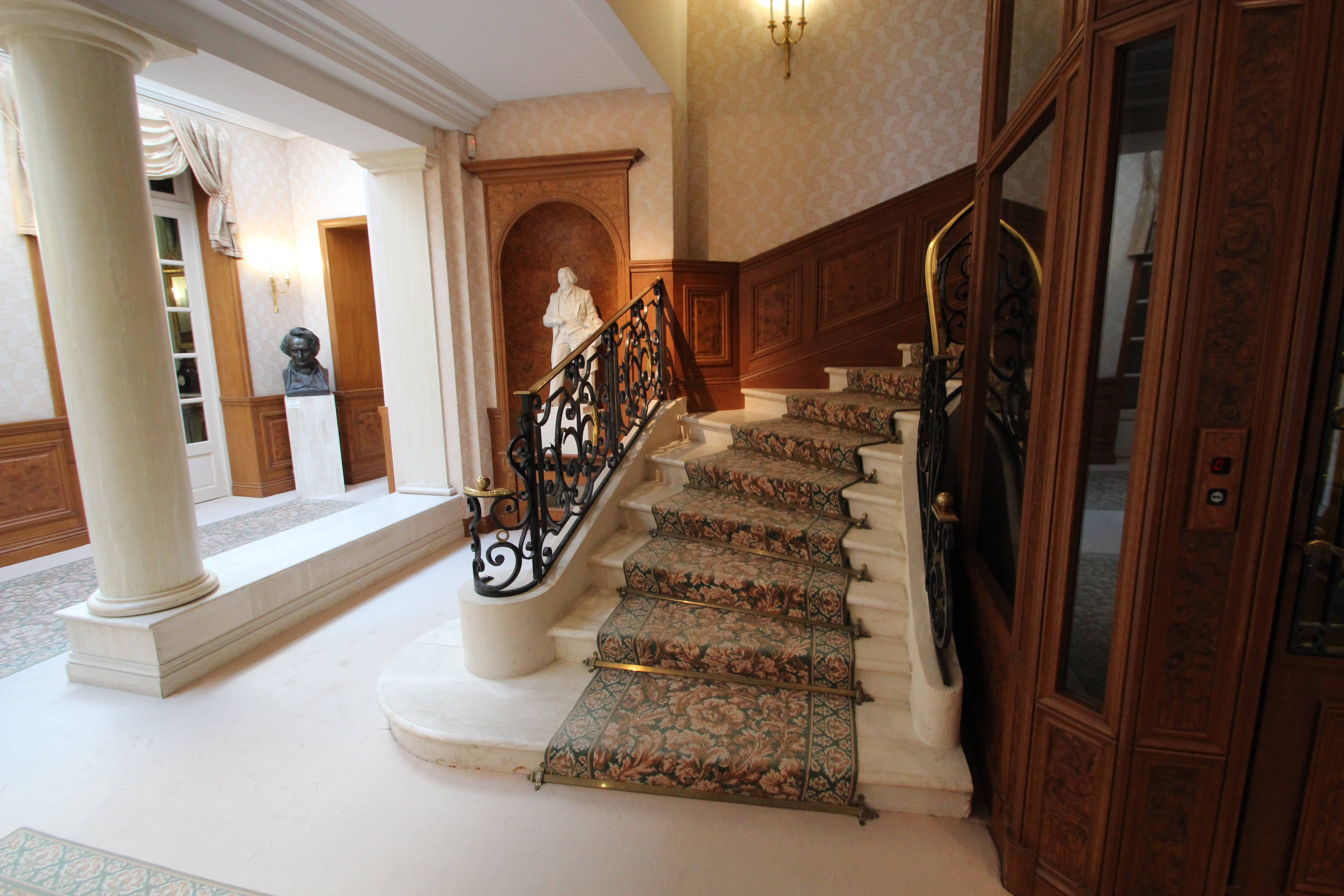
L'intérieur du Château des Roches.
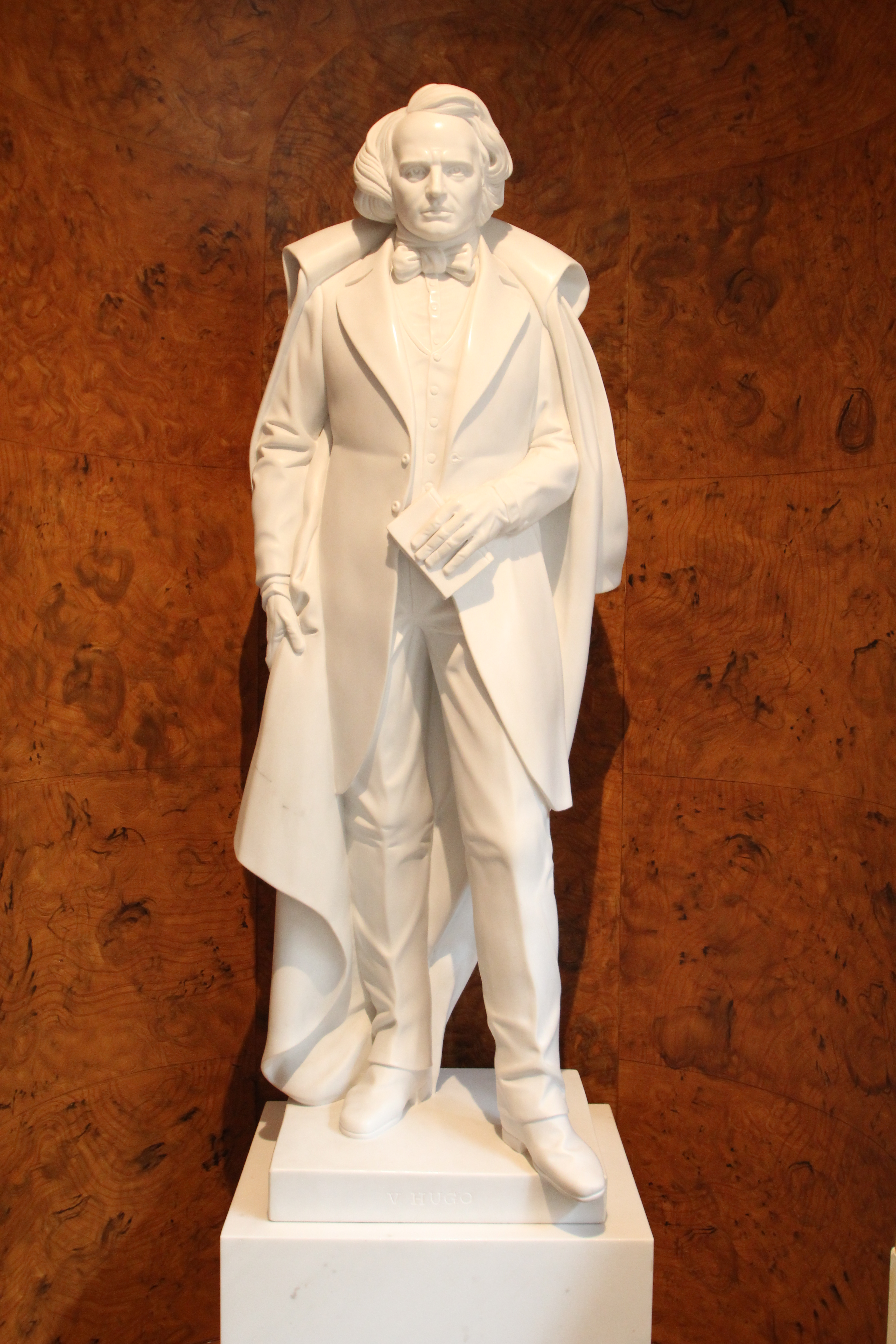
Victor Hugo jeune, statue située dans le hall du château des Roches.
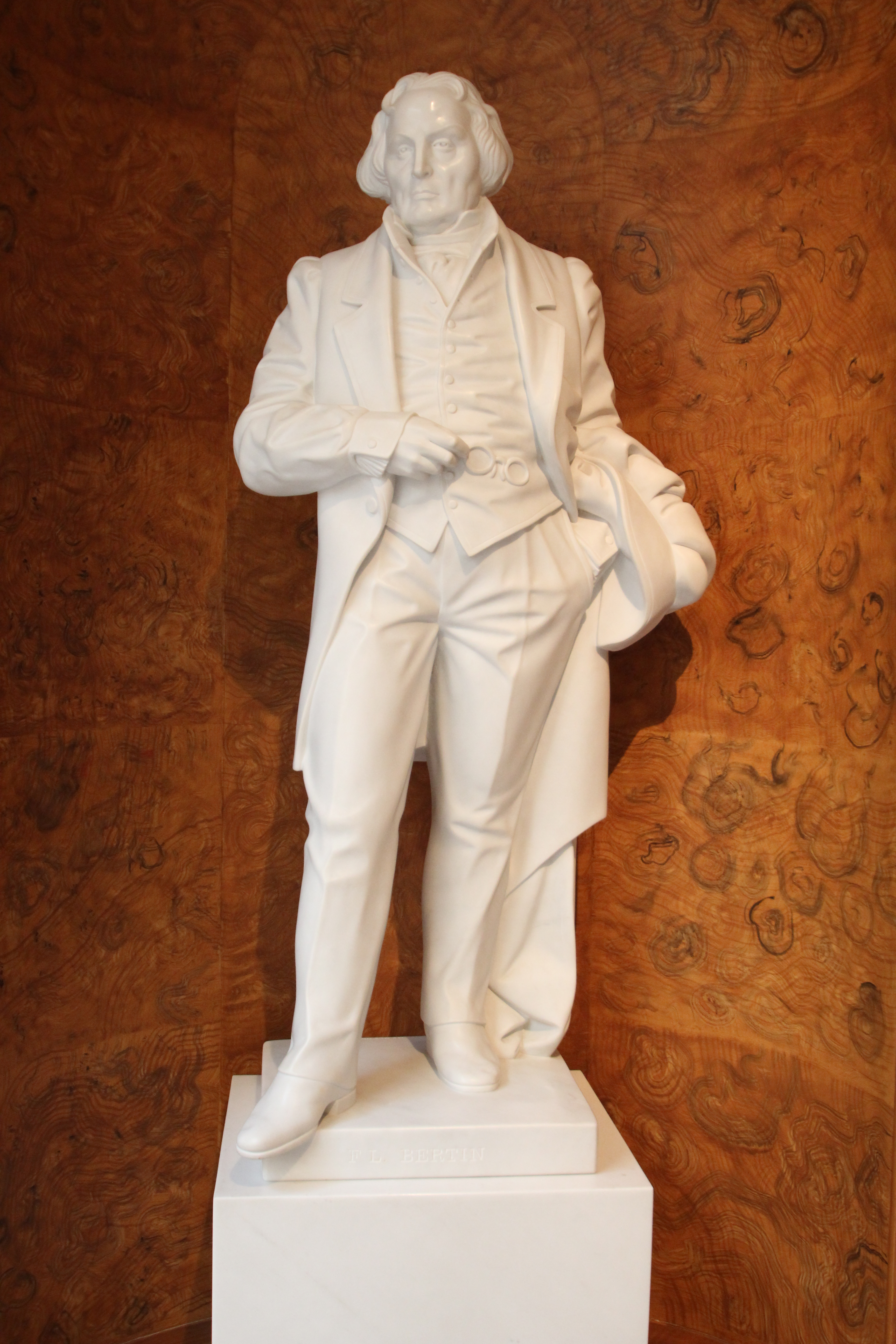
Statue de Louis Bertin l'Aîné située dans le hall du château des Roches.

## Pour approfondir

## Sources
1. ↑  « Fiche du château des Roches », notice no IA00027887, sur la plateforme ouverte du patrimoine, base Mérimée, ministère français de la Culture Consulté le 24/04/2022.
2. ↑  « La Maison littéraire de Victor Hugo », sur www.soka-bouddhisme.fr (consulté le 26 octobre 2020)
3. ↑  Edouard Launet, « Victor Hugo, recordman des maisons », sur Libération (consulté le 19 juin 2025)
4. ↑  Description du château des Roches sur le site topic-topos.com Consulté le 15/06/2009.
5. ↑  Présentation du hall sur le site du château. Consulté le 15/06/2009.
6. ↑  « Fiche du parc du château des Roches », notice no IA91000442, sur la plateforme ouverte du patrimoine, base Mérimée, ministère français de la Culture. Consulté le 15/06/2009.